# Tàngara de capell blanc
La tàngara de capell blanc és una espècie d'ocell de la família dels tràupids (Thraupidae) i única espècie del gènere Sericossypha Lesson, 18442

## Hàbitat i distribució
Habita la selva humida i altres formacions boscoses dels Andes, de Colòmbia, sud-oest de Veneçuela, est de l'Equador i sud-est del Perú.